# Rada
Rada – kolegialny organ składający się z grupy osób wybranych przez członków określonej społeczności lub powołanych przez właściwe władze w celu reprezentowania interesów tej społeczności, podejmowania decyzji, opiniowania działań bądź doradzania w określonych kwestiach. Rada może mieć charakter instytucji formalnej, działającej w ramach określonej organizacji, jednostki administracyjnej lub państwa, albo pełnić funkcję ciała doradczego, którego zadaniem jest wypracowywanie rozwiązań poprzez dyskusję i wymianę doświadczeń jej członków. Zakres kompetencji rady zależy od kontekstu, w jakim działa – może ona m.in. pełnić funkcje legislacyjne, kontrolne, opiniodawcze lub organizacyjne. W szerszym znaczeniu rada jest grupą osób obradujących nad określonym problemem, aby wypracować decyzję lub udzielić wskazówek dotyczących dalszego postępowania.

## Przykłady rad
Jako przykłady rad można przywołać:
- rada gminy
- rada wyspy
- rada robotnicza
- rada pracowników
- rada kapłańska
- rada nadzorcza
- Rada narodowa
- Rada Europy
- Rada Europejska
- Rada Unii Europejskiej
- Rada Bezpieczeństwa Organizacji Narodów Zjednoczonych
- Rada Ministrów
- Rada Ochrony Pamięci Walk i Męczeństwa
- Rada Działalności Pożytku Publicznego
- borough
- samorząd uczniowski
- rada rodziców
- rada pedagogiczna